# Pierre-Antoine Berryer
Pierre-Antoine Berryer, född 4 januari 1790, död 29 november 1868, var en fransk advokat och politiker.
Berryer var övertygad legitimist och deltog som frivillig mot Napoleon I under de hundra dagarna. Han förde de anklagades talan i flera politiska processer efter 1815. Bland annat försvarade han tillsammans med sin far marskalk Michel Ney. Han var även en energisk talesman för tryckfriheten. År 1830, kort före julirevolutionen, invaldes han i deputeradekammaren och företrädde legitimistiska principer, som han bibehöll under julikungadömet, då han i motsats till övriga legitimister kvarstod i deputeradekammaren. Han sökte 1832 övertyga hertiginnan av Berry om omöjligheten av en revolution, och misstänktes av regeringen för delaktigheter i upproret, men släpptes inom kort. Under Ludvig Filips regering var han en oförskräckt försvarare av legitimisterna, främst Chateaubriand. Revolutionen 1848 förde inte huset Bourbon till tronen, och Berry fortsatte sin kamp även under andra republiken. Statskuppen 2 december 1851 mötte han med en våldsam protest och drog sig därefter tillbaka från politiken. År 1863 inträdde han dock i lagstiftande kåren. Han tillhörde Franska akademien sedan 1851.